# 9K330 Tor
9K-330 Tor (rusko 9К-330 Тор – torus) je sistem zračne obrambe kratkega dosega, razvit za Sovjetske in Ruske oborožene sile.

## Zgodovina
Sistem 9K-330 Tor je bil razvit s ciljem zagotavljanja večjega dosega in daljšega sledenja hitrim tarčam z majhnim radarskim presekom in hitrim in učinkovitim spopadanjem z množičnimi zračnimi napadi zagotavljajoč visoko raven avtomatizacije in integracije z drugimi sistemi zračne obrambe. V ta namen so oblikovalci uporabili več novih tehnologij, vključno z napredno pasivno radarsko napravo elektronsko skeniranega niza, okrepljeno digitalno procesiranje podatkov, navpično izstreljene rakete za izboljšanje reakcijskega časa in večje število raket pripravljenih na izstrelitev. Sistem je vstopil v uporabo leta 1986.
Izboljšana različica 9K331 Tor-M1 z bistveno izboljšano natančnostjo raket in zmožnostjo napadanja dveh tarč hkrati (z uvedbo drugega kanala za nadzor ognja) je vstopila v uporabo leta 1991. Po izkušnjah pri NATO bombardiranju Bosne in Hercegovine leta 1995 je bil sistem dodatno izboljšan in leta 2007 je bil na letalski razstavi MAKS predstavljen Tor-M2. Sistem proizvaja Iževska elektromehanična tovarna Kupol.
Mornariško različico 3K95 Kinžal (rusko: Кинжал – bodalo) je razvil Morski znanstvenoraziskovalni institut elektrotehnike Altair iz Moskve in je nameščena na letalonosilki Admiral Kuznjecov razreda Admiral Kuznjecov, raketni križarki Pjotr Veliki razreda Orlan, rušilcih razreda Fregat in fregatah razreda Jastreb Ruske vojne mornarice.

## Uporabniki
Sistem 9K-330 Tor uporabljajo:
- Alžirija[6]
- Azerbajdžan[7]
- Armenija[8]
- Belorusija[9][10][11][12][13][14][15]
- Ljudska republika Kitajska[16][17]
- Ciper[16]
- Egipt[18][19][20]
- Grčija[21][16]
- Iran[22]
- Mjanmar[23][24]
- Severna Koreja
- Peru[25][26]
- Rusija
- Ukrajina[27]
- Venezuela[28][29][30]
- Jemen[31][32][33]
- Maroko[34]
- Sirija[35]